# Universidad de Giessen
La Universidad de Giessen (Gießen), oficialmente llamada Justus-Liebig-Universität Gießen, es una gran universidad pública de investigación ubicada en Giessen, Hesse, Alemania. Lleva el nombre de su miembro más famoso de la facultad, Justus von Liebig, fundador de la química agrícola moderna e inventor de los fertilizantes artificiales. 
Cubre las áreas de humanidades, negocios, odontología, economía, derecho, medicina, ciencias, ciencias sociales y medicina veterinaria. Su hospital universitario, que tiene dos sedes, Giessen y Marburgo (el último de los cuales es el hospital universitario de la Universidad de Marburgo), es el único hospital universitario privado de Alemania.

## Historia
La Universidad de Giessen es una de las instituciones de educación superior más antiguas del mundo de habla alemana. Fue fundada en 1607 como una universidad luterana en la ciudad de Giessen en Hesse-Darmstadt porque la Landesuniversität de Hesse (la cercana Universidad de Marburgo (Philipps-Universität Marburg) en Marburgo, Hesse-Kassel) se había vuelto reformada (es decir, calvinista). Luis V, Landgrave de Hesse-Darmstadt, de donde la universidad obtuvo su nombre original "Ludoviciana", fundó su propia institución de educación superior en Giessen, que como institución luterana tenía la función principal de garantizar la educación de pastores y funcionarios públicos.  
Dotada de un estatuto emitido por Rodolfo II, Emperador del Sacro Imperio Romano Germánico, el 19 de mayo de 1607, a la universidad se le permitió continuar con la instrucción en octubre de 1607. Durante la Guerra de los Treinta Años, cuando Hesse-Darmstadt pudo tomar el área alrededor de Marburgo para sí misma, la Universidad de Giessen dejó de impartir clases y fue trasladada de nuevo a su ubicación más antigua en Marburgo (1624/25). La Paz de Westfalia condujo a la restauración de la antigua ubicación y en 1650 la reubicación de la universidad a Giessen.

## Facultades y departamentos
- Facultad 01 – Derecho.
- Facultad 02 – Estudios de Economía y Empresa.
- Facultad 03 – Ciencias Sociales y Estudios Culturales.
- Facultad 04 – Historia y Estudios Culturales.
- Facultad 05 – Lengua, Literatura, Cultura.
- Facultad 06 – Psicología y Ciencias del Deporte.
- Facultad 07 – Matemáticas e Informática, Física, Geografía.
- Facultad 08 – Biología y Química.
- Facultad 09 – Ciencias Agrícolas, Ciencias de la Nutrición y Gestión Ambiental.
- Facultad 10 – Medicina Veterinaria.
- Facultad 11 – Medicina.